# 10대의 영광
"10대의 영광"은 한국에서 제작된 고영남 감독의 1975년 영화이다. 김희라 등이 주연으로 출연하였고 서종호 등이 제작에 참여하였다.

## 출연

### 주연
- 김희라
- 이순재
- 한혜경
- 이승현